# Phlogophora flavescens
Phlogophora flavescens är en fjärilsart som beskrevs av Saundby 1963. Phlogophora flavescens ingår i släktet Phlogophora och familjen nattflyn. Inga underarter finns listade i Catalogue of Life.